# Ruhr-Zink Datteln
Ruhr-Zink Datteln war eine Zinkhütte in Datteln.
Das Unternehmen Ruhr-Zink wurde 1913 gegründet. Von 1968 bis Dezember 2008 betrieb sie die Niederlassung in Datteln. Die Hütte lag am Kanalkreuz Datteln. Zuletzt waren 240 Mitarbeiter in Datteln beschäftigt, als die GEA Group die Schließung beschloss. Das Areal ist 14,5 ha groß. Von Oktober 2015 bis Dezember 2017 wurde das Gelände wieder aufbereitet für eine weitere gewerbliche Nutzung als Gewerbepark Meckinghoven. Ein etwa 6 ha großer Teil bis zu einer Tiefe von 15 m mit den Schwermetallen Zink, Cadmium und Nickel sowie durch Sulfat verunreinigt. Unter anderem wurde eine Dichtwand in den Boden eingelassen.